# Тым, Станислав
Станислав Алексы Тым (пол. Stanisław Aleksy Tym; 18 июля 1937 — 6 декабря 2024) — польский актёр кино, телевидения, радио и кабаре, сатирик, киносценарист и директор театра.

## Биография
Он родился в деревне Малкиня-Гурна в гмине Малкиня-Гурна (Острувский повят Мазовецкого воеводства Польши). Изучал химию в Варшавском политехническом институте, пищевую переработку в Главной школе сельского хозяйства в Варшаве и актёрство в Государственной высшей театральной школе в Варшаве. В качестве актёра дебютировал на сцене студенческого кабаре в Варшаве. Актёр театров в Варшаве, директор театра в Эльблонге.
Умер 6 декабря 2024 года в возрасте 87 лет.

## Избранная фильмография

### Актёр
- 1959 — Кафе «Минога» / Cafe pod Minogą
- 1961 — Апрель / Kwiecień
- 1962 — Завтра премьера / Jutro premiera
- 1964 — Влюбленный «Пингвин» / Pingwin
- 1965 — Вальковер / Walkower
- 1966 — Барьер / Bariera
- 1967 — Париж-Варшава без визы / Paryż-Warszawa bez wizy
- 1970 — Рейс / Rejs
- 1970 — Приключения пса Цивиля / Przygody psa Cywila (только в 5-й серии)
- 1974 — Нет розы без огня / Nie ma róży bez ognia
- 1974 — Сорокалетний / 40-latek (в 4, 5, 6-й серии)
- 1976 — Теневая черта / Smuga cienia
- 1978 — Что ты мне сделаешь, когда поймаешь / Co mi zrobisz jak mnie złapiesz
- 1980 — Мишка / Miś
- 1981 — Война миров. Следующее столетие / Wojna światów – następne stulecie
- 2003 — Сказка о людях отсюда / Baśń o ludziach stąd

### Сценарист
- 1976 — Брюнет вечерней порой / Brunet wieczorową porą
- 1978 — Что ты мне сделаешь, когда поймаешь / Co mi zrobisz jak mnie złapiesz
- 1980 — Мишка / Miś

## Признание
- 1969 — Специальная награда юры за текст пьесы — V Лодзские театральные встречи.
- 1972 — Награда за приспосабливание пьесы — Всепольский Фестиваль русских и советских пьесов в Катовице.
- 2004 — Офицерский крест Ордена Возрождения Польши.
- 2005 — Золотая медаль «За заслуги в культуре Gloria Artis»[3].
- 2010 — Мастер Польского Языка.